# Eburodacrys gigas
Eburodacrys gigas es una especie de escarabajo longicornio del género Eburodacrys, tribu Eburiini, subfamilia Cerambycinae. Fue descrita científicamente por Gounelle en 1909.

## Descripción
Mide 17-29 milímetros de longitud.

## Distribución
Se distribuye por Brasil y Surinam.